# Potros de Tijuana
Su rivalidad más fuerte en la liga era con Águilas de Mexicali
Los Potros de Tijuana fue un equipo que participó en la Sunset League una vez que estaba avanzada la temporada, sustituyendo a los Colts de Salinas California. Jugó el primer encuentro contra Mexicali el 11 de agosto de 1949, perdiendo el encuentro. Para 1952, ahora en la Southwest International League, Tijuana manejado por Fernando Paredes, se llevaron el título de la liga siendo Mexicali el 2° lugar a 3.5 juegos de diferencia. Posteriormente Jugaron en Liga Mexicana del Pacífico con sede en Tijuana, Baja California, México.

## Historia
Los Potros de Tijuana participaron en la Liga Mexicana del Pacífico durante el período comprendido entre los años 1977-1991. En  la Liga Norte de Sonora participaron con oro equipo pero con el nombre de Ponys de Tijuana.
Tres años tuvo al equipo de Tijuana el empresario Jaime Bonilla. Primero fueron Los Metros de Tijuana jugando en el estadio Cerro Colorado. Luego fueron los Potros de Tijuana. Para la temporada 87-88, se contrató a Jorge Charolito Orta, que venía de jugar la serie mundial de 1986 con los Reales de Kansas City y con lanzadores como Tim Leary, (desde los Dodgers) Jaime Orozco, Jesús “Chito” Ríos y Arturo González, Luis Antonio Pérez-Chica (prospecto de los Gigantes de San Francisco) Mike Gallego (Atléticos de Oakland) Andrés Mora (Orioles de Baltimore).
Llegaron hasta la postemporada y entraron como favoritos y vencieron en el camino a Ostioneros de Guaymas, Águilas de Mexicali y Mayos de Navojoa, a los que derrotaron para conquistar el primer título para Tijuana en la historia de la Liga Mexicana del Pacífico, nombrando a Nelson Barrera, como el Jugador Mas Valioso de la Serie de Campeonato.
El Juego de Estrellas se organizó para el 23 de noviembre de 1987, entre zona norte (Tijuana, Mexicali, Hermosillo, Guaymas y Cd. Obregón) contra zona Sur (Navojoa, Guasave, Los Mochis, Culiacán y Mazatlán), logrando la zona sur, ser superior en todos los aspectos. Estuvo en el partido el campeón beisbolista Héctor Espino y el campeón de box Julio César Chávez. 

### Subcampeón en Serie del Caribe
Participaron en 2 series del Caribe, en el año 1988 en Santo Domingo, República Dominicana, y en 1991 en la ciudad de Miami. En 1988 Potros obtuvo la segunda posición. Potros ha logrado en una ocasión salir subcampeón de la Serie del Caribe.
| Año  | Sede          | Subcampeón        | Mánager     | Récord | Campeón             |
| ---- | ------------- | ----------------- | ----------- | ------ | ------------------- |
| 1988 | Santo Domingo | Potros de Tijuana | Jorge Fitch | 3-3    | Leones del Escogido |

### Jugadores destacados
Luis González, Vinicio Castilla, Chito Ríos, Gato Ríos, Dan Firova, Jorge Bazán, Luis Pérezchica, Juan Bellazetin, Arturo González, Tim Leary, Mike Gallego, Kevin Ward, Jorge "Charolito" Orta.

## Castigo de Expulsión y de por vida.
Las formas de cómo ganó Tijuana el campeonato fue controvertido. y se lanzó una campaña legal en contra de los Potros de Tijuana y su estratega en jefe Jaime Bonilla. La desaparición del equipo en la Liga Mexicana del Pacífico fue debida al uso de trampas por medio de sobornos a jugadores de otros equipos y rebasando el sueldo permitido para sus propios jugadores. Siendo esto para obtener el título de la temporada 1987-88. 
Esto ocasionó la ya mencionada desaparición y que el dueño del equipo, en ese entonces, Jaime Bonilla, quedara vetado de la liga para siempre.